# Sethestift
Das Sethe’sche Fräuleinstift für unverheiratet gebliebene vaterlose Töchter (Sethestift) ist eine Stiftung mit Sitz in Aurich.

## Geschichte
Das Sethestift wurde am 14. Dezember 1858 von dem Juristen und Geheimen Regierungsrat Christian Sethe (1778–1864) und seiner Frau Charlotte, geb. Heßlingh (1785–1858), errichtet (Staatsarchiv Niedersachsen, Rep. 220/23). Der Zweck der Stiftung besteht in der Unterstützung des in Artikel 6, 7, 9 und 10 des Testaments der Stifterin vom 17. April 1844 näher bezeichneten Personenkreises. Nachrangig werden alleinstehende Frauen, auch Witwen, aus Aurich und nachrangig aus dem übrigen Ostfriesland, deren verstorbene Väter oder Ehemänner weder Akademiker noch Offiziere waren, durch Gewährung einer freien Wohnung und einer vierteljährlich zu zahlenden Präbende unterstützt, wenn die in § 53 Ziffer 2 der Abgabenordnung festgesetzten Einkommensgrenzen nicht überschritten werden.
Anfang der 1930er Jahre drohte der Abriss der Auricher Stiftsmühle. Dank der Übernahme durch das Sethe‘sche Fräuleinstift – daher die Bezeichnung Stiftsmühle – konnte die mit 28 Metern Höhe zweitgrößte Kornwindmühle Ostfrieslands gerettet werden. Die Stiftsmühle ist eine von ehemals fünf Auricher Stadtmühlen. Den Standort hat sie seit 1731 inne und seit 1858 hat sie die heutige Form. 1969 musste die gewerbliche Nutzung wegen mangelnder Rentabilität eingestellt werden. 1977 übernahm sie der Heimatverein Aurich. Sie wurde 1997 und 2000 bis 2002 renoviert.
Das Sethestift ist noch heute in Ostfriesland bekannt, die Stiftsmühle steht unter Denkmalschutz und gilt als ein Wahrzeichen der Stadt Aurich.